# عصبية الظهر
عصبية الظهر (الاسم العلمي: Chordeumatida)، رتبة دويبات مفصلية كبيرة (العدد) من ألفية الأرجل تحتوي على حوالي 1200 نوع موزعة في جميع أنحاء العالم تقريبا.